# Comté de Wabash (Indiana)
Pour les articles homonymes, voir Comté de Wabash.
Le comté de Wabash  est un comté de l'État de l'Indiana, aux États-Unis. Il comptait 32 138 habitants en 2015. Son siège est Wabash.

## Personnalités
Gene Stratton-Porter (1863-1924), romancière, photographe de la nature et productrice de films.